# Naftomicina A
La naftomicina A è una molecola isolata sotto forma di pigmento giallo da Streptomyces collinus e mostra attività antibatteriche, antimicotiche e antitumorali. Le naftomicine rappresentano la famiglia di molecole con la catena di carbonio ansa-alifatica più lunga tra le ansamicine. Le origini biosintetiche dello scheletro carbonioso sono state studiate sfruttando l'enzima polichetide sintasi (PKS1) attraverso l'uso di precursori marcati con 13C e successiva analisi del prodotto tramite 13C-NMR.
Al momento, ben trentadue geni per la biosintesi della naftomicina sono stati identificati all'interno di un cluster di 106 kb. Per confermare il suo coinvolgimento nella via biosintetica, è stato clonato e sequenziato attraverso la delezione di una regione di 7.2 kb.